# Пилат, Вацлав
Вацлав Пилат (чеш. Václav Pilát; 6 мая 1888, Прага — 28 января 1971, Прага) — чехословацкий футболист, игравший на позиции нападающего.
Выступал, в частности, за клуб «Спарта» (Прага), а также национальную сборную Чехословакии.
Трёхкратный чемпион Чехословакии.

## Клубная карьера
Во взрослом футболе дебютировал в 1910 году выступлениями за команду клуба «Спарта» (Прага), в которой провёл тринадцать сезонов, приняв участие в 361 матче, в которых забил 323 гола. Большую часть времени, проведённого в составе «Спарты», был основным игроком атакующей звена команды. В составе «Спарты» был одним из главных бомбардиров команды, имея среднюю результативность на уровне 0,89 гола за игру первенства.
Завершил профессиональную игровую карьеру в клубе «ЧАФК Прага», за команду которого выступал на протяжении 1925—1926 годов.
Умер 28 января 1971 года на 83-м году жизни в городе Прага.

## Международная карьера
Дебют за национальную сборную Чехословакии состоялся 28 августа 1920 года в матче основного турнира летних Олимпийских игр против сборной Югославии (Пилат сыграл на 3 из 4 матчах турнира).

### Статистика выступлений за сборную
| Матчи за сборную Чехословакии | Матчи за сборную Чехословакии | Матчи за сборную Чехословакии | Матчи за сборную Чехословакии | Матчи за сборную Чехословакии | Матчи за сборную Чехословакии | Матчи за сборную Чехословакии |
| ----------------------------- | ----------------------------- | ----------------------------- | ----------------------------- | ----------------------------- | ----------------------------- | ----------------------------- |
| №                             | Дата                          | Оппонент                      | Счёт                          | Голы                          | Соревнование                  |                               |
| 1                             | 28 августа 1920               | Югославия                     | 7:0                           | -                             | Летние Олимпийские игры 1920  |                               |
| 2                             | 29 августа 1920               | Норвегия                      | 4:0                           | -                             | Летние Олимпийские игры 1920  |                               |
| 3                             | 2 сентября 1920               | Бельгия                       | 0:2                           | -                             | Летние Олимпийские игры 1920  |                               |
| 4                             | 11 июня 1922                  | Дания                         | 2:1                           | -                             | Товарищеский матч             |                               |

## Титулы и достижения
- Чемпион Чехословакии (3):

«Спарта» (Прага) : 1912, 1919, 1922

## Ссылка
- Профиль на сайте National Football Teams (англ.)